# Cotton (inslagkrater)
Cotton is een inslagkrater op de planeet Venus. Cotton werd in 1985 genoemd naar de Franse natuurkundige Eugénie Cotton (1881-1967).
De krater heeft een diameter van 48,1 kilometer en bevindt zich ten zuiden van Atropos Tessera, ten oosten van Obukhova en ten westen van Atropos Tessera, in de quadrangles Metis Mons (V-6) en Lakshmi Planum (V-7).